# Стопор (устройство)

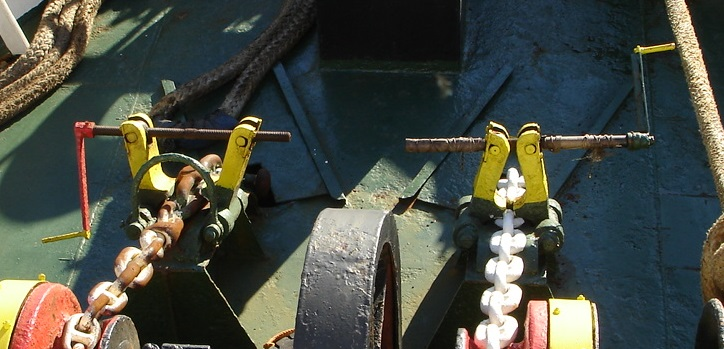
2 якорных стопора на корабле, левый выключен, правый удерживает якорную цепь

Сто́пор (от нидерл. stopper, впервые в русском языке в форме «стоперс» в 1720 году) — устройство для остановки и фиксирования подвижных звеньев механизма. В отличие от фиксатора обладает свойством самоторможения — увеличение силы по направлению удержания не приводит к выключению стопора.
Включение стопора может быть как ручным, так и автоматическим (например, под действием пружины), выключение всегда производят вручную. Типичный стопор выполняют в виде защёлки или ползуна.